# Zakerana nepalensis
Espèce
Synonymes
- Rana nepalensis Dubois, 1975
- Fejervarya nepalensis (Dubois, 1975)

Statut de conservation UICN

 LC  : Préoccupation mineure
Zakerana nepalensis est une espèce d'amphibiens de la famille des Dicroglossidae.

## Répartition
Cette espèce se rencontre en dessous de 500 m d'altitude, :
- dans le centre et l'Est du Népal ;
- en Inde, dans les États d'Haryana, d'Uttarakhand, d'Arunachal Pradesh, d'Assam, du Nagaland et du Manipur ;
- au Bangladesh, dans la division Chittagong.

Sa présence est incertaine en Birmanie.

## Étymologie
Son nom d'espèce, composé de nepal et du suffixe latin -ensis, « qui vit dans, qui habite », lui a été donné en référence au lieu de sa découverte, Godawari (en) dans le centre du Népal.

## Publication originale
- Dubois, 1975 : Un nouveau complexe d'espèces jumelles distinguées par le chant: les grenouilles de Népal voisines de Rana limnocharis Boie (Amphibienes, Anoures). Comptes Rendus Hebdomadaires des Séances de l'Académie des Sciences, Paris, vol. 281, p. 1717-1720.